# Christian Kroll (Unternehmer)

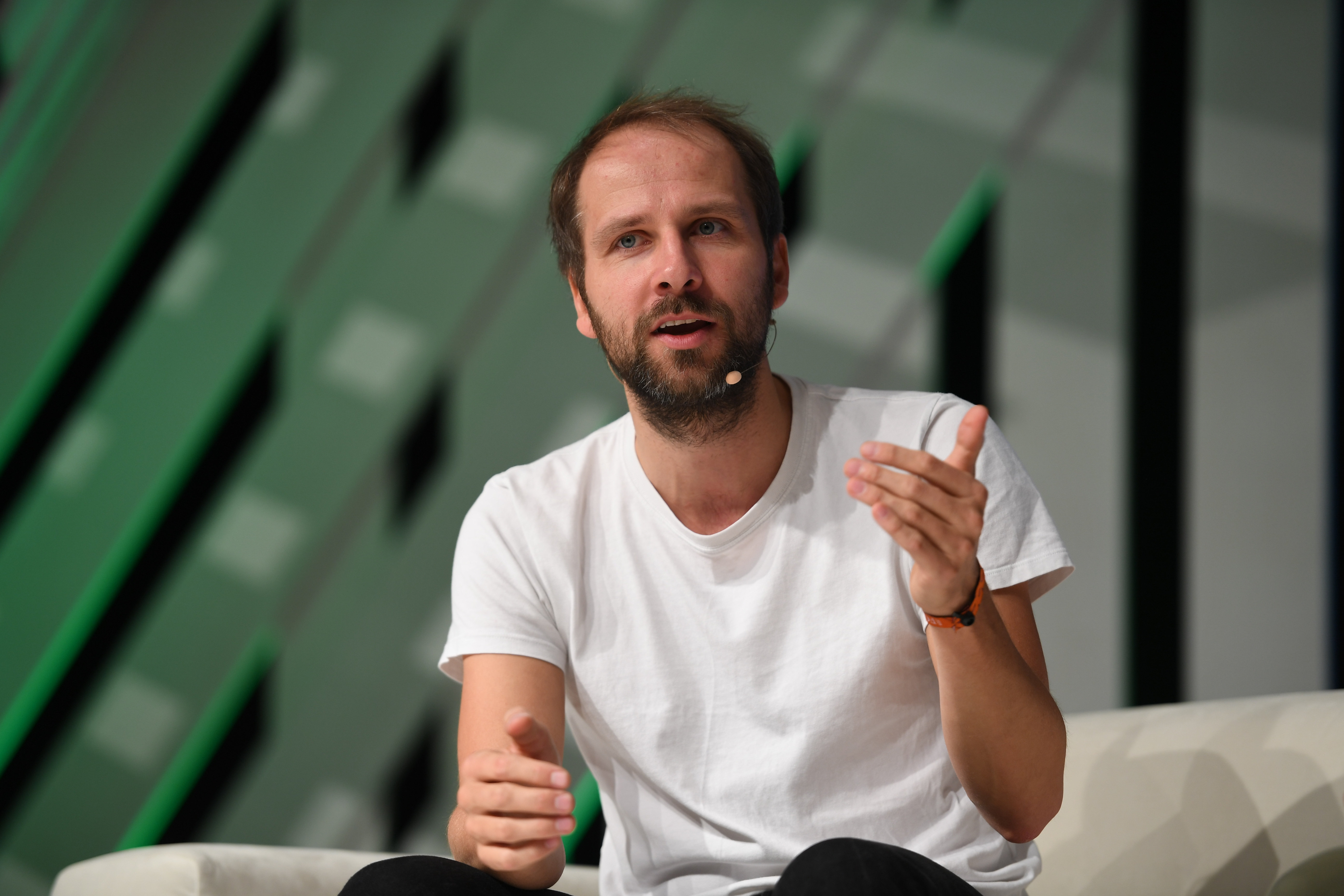
Christian Kroll (2019)

Christian Kroll (* 5. Dezember 1983 in Wittenberg) ist ein deutscher Unternehmer. Er ist Gründer und Geschäftsführer der Ecosia GmbH, welche die gleichnamige Suchmaschine betreibt.

## Frühe Jahre und Ausbildung
Christian Kroll wuchs in Wittenberg auf und besuchte dort das Gymnasium. Bereits in seiner Schulzeit begann er mit dem Aktienhandel.
Von 2003 bis 2007 studierte er Betriebswirtschaftslehre an der Friedrich-Alexander-Universität Erlangen-Nürnberg am Standort Nürnberg. Während seines Studiums war er an der Programmierung von Internetprojekten beteiligt. In der Zeit seines Studiums festigte sich seine Einstellung, dass er im Gegensatz zu den meisten seiner Kommilitonen nicht die Gewinnmaximierung als oberstes Ziel ansehen konnte.
Nach dem Studium verbrachte er ein halbes Jahr in Nepal und weitere zehn Monate in Südamerika. Auf seiner Reise wurde er mit sozialen, globalen und ökologischen Ungerechtigkeiten konfrontiert. Er sah die verheerenden Auswirkungen der Abholzung des tropischen Regenwaldes. Er ließ sich danach in Berlin nieder.

## Unternehmer
In Nepal gründete Kroll ein erstes gemeinnütziges Unternehmen, eine Suchmaschine, mit der er Projekte von Nichtregierungsorganisationen finanzieren wollte. Es setzte sich nicht durch, weil in Nepal aufgrund der schlechten Internetverbindung kein Markt für Suchmaschinen vorhanden war und weil das Stromnetz für den Betrieb zu unzuverlässig war. In Südamerika arbeitete er weiter an den Programmierungen, die er in Nepal genutzt hatte. Er gründete mit dem Unternehmen Forestle einen Vorläufer seines späteren Unternehmens Ecosia.

### Ecosia
Im Jahr 2009 gründete Kroll gemeinsam mit seiner Schwester und einem Schulfreund, der mit ihm auch in Nepal war, Ecosia. Zu den frühen Partnern gehörten Yahoo! und Microsoft Bing. Konzept war, mindestens 80 % der Gewinne für die Finanzierung von Aufforstungsprojekten und andere Klimaschutzprojekte zu verwenden. Bis Anfang 2024 wurden mehr als 200 Millionen Bäume gepflanzt.
Kroll wandelte Ecosia 2018 mit einem unwiderruflichen und unbegrenzt gültigen Gesellschaftsvertrag in ein Purpose-Unternehmen um. Er legte dabei fest, dass die Stiftung, die die Anteile besitzt, im Falle eines privatwirtschaftlichen Verkaufs ihr Vetorecht einsetzen muss, um eine mögliche Veräußerung zu verhindern.
Kroll ist heute (Stand 2025) CEO von Ecosia. Mit dem Unternehmen ist er an World Fund beteiligt, das Start-up-Unternehmen finanziert, die den Klimawandel aufhalten wollen.

## Auszeichnung
Der Bundesdeutsche Arbeitskreis für Umweltbewusstes Management verlieh Kroll 2019 den B.A.U.M.-Umwelt- und Nachhaltigkeitspreis in der Kategorie „Digitalisierung“.

## Privates
Kroll lebt in Berlin. Er ist Vegetarier und versucht nach eigenen Angaben durch geringen Konsum und gebrauchte Einrichtung ressourcenschonend zu leben. Von Ecosia lässt er sich kein hohes Gehalt zahlen, manche der Angestellten verdienten mehr als er. Er sieht sich „als Global Citizen“ (Weltbürger).